# Sophronica richardmolardi
Sophronica richardmolardi là một loài bọ cánh cứng trong họ Cerambycidae.